# José Sezinando Avelino Pinho
José Sezinando Avelino Pinho (Sergipe, 1819 – Cantagalo, 16 de junho de 1882) foi um médico brasileiro.
Doutorado em medicina pela Faculdade de Medicina da Bahia. Foi eleito membro da Academia Nacional de Medicina em 1857, com o número acadêmico 74.